# ارنست اسکوایرز
ارنست اسکوایرز (انگلیسی: Ernest Squires؛ ۱۸ دسامبر ۱۸۸۲ – ۲ مارس ۱۹۴۰) فرد نظامی اهل بریتانیا بود. وی همچنین برندهٔ جوایزی همچون نشان حمام شده‌است.